# Ángel Nieto
Pour les articles homonymes, voir Nieto.
Ángel Nieto Roldán, né le 25 janvier 1947 à Zamora et mort le 3 août 2017 à Ibiza, est un pilote de vitesse moto espagnol. 
Il est l'un des plus grands pilotes de l'histoire par le palmarès avec treize titres mondiaux, six en 50 cm3 et sept en 125 cm3. Au nombre de titres, il est uniquement devancé par Giacomo Agostini (15 titres mondiaux). L'Espagnol est très superstitieux, il a donc toujours refusé de dire qu'il avait conquis 13 titres de champion du monde mais bien 12+1.
Au nombre de victoires, seuls Giacomo Agostini et Valentino Rossi ont fait mieux.

## Biographie

### Carrière de pilote

#### Les débuts
Ángel Nieto dispute son premier Grand Prix sur le Circuit de Montjuïc à Barcelone en 1966. Sur un Derbi « privé », il termine cinquième d'une course de 50 cm3 disputée sur un circuit urbain. L'année suivante, Derbi le fait évoluer en Grand Prix. Sa seule place dans les points est une cinquième place en Allemagne. Avec encore une seule cinquième place, Nieto termine la saison suivante (1967) à la quatrième place du championnat, terminant quatre de sept courses dans les points. Il est quatrième à l'issue de la saison 1968.

#### Premier sacre

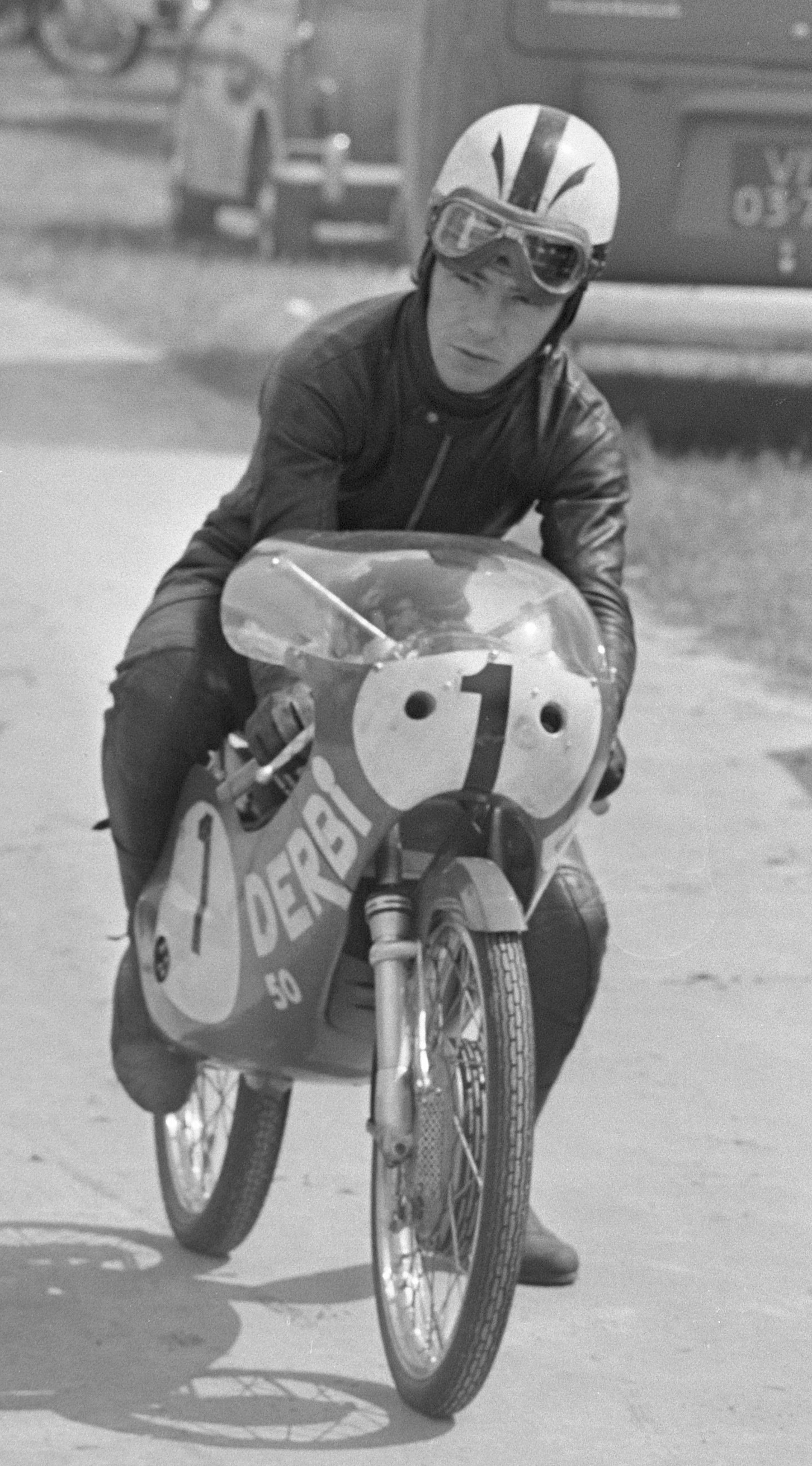
Ángel Nieto en 1970.

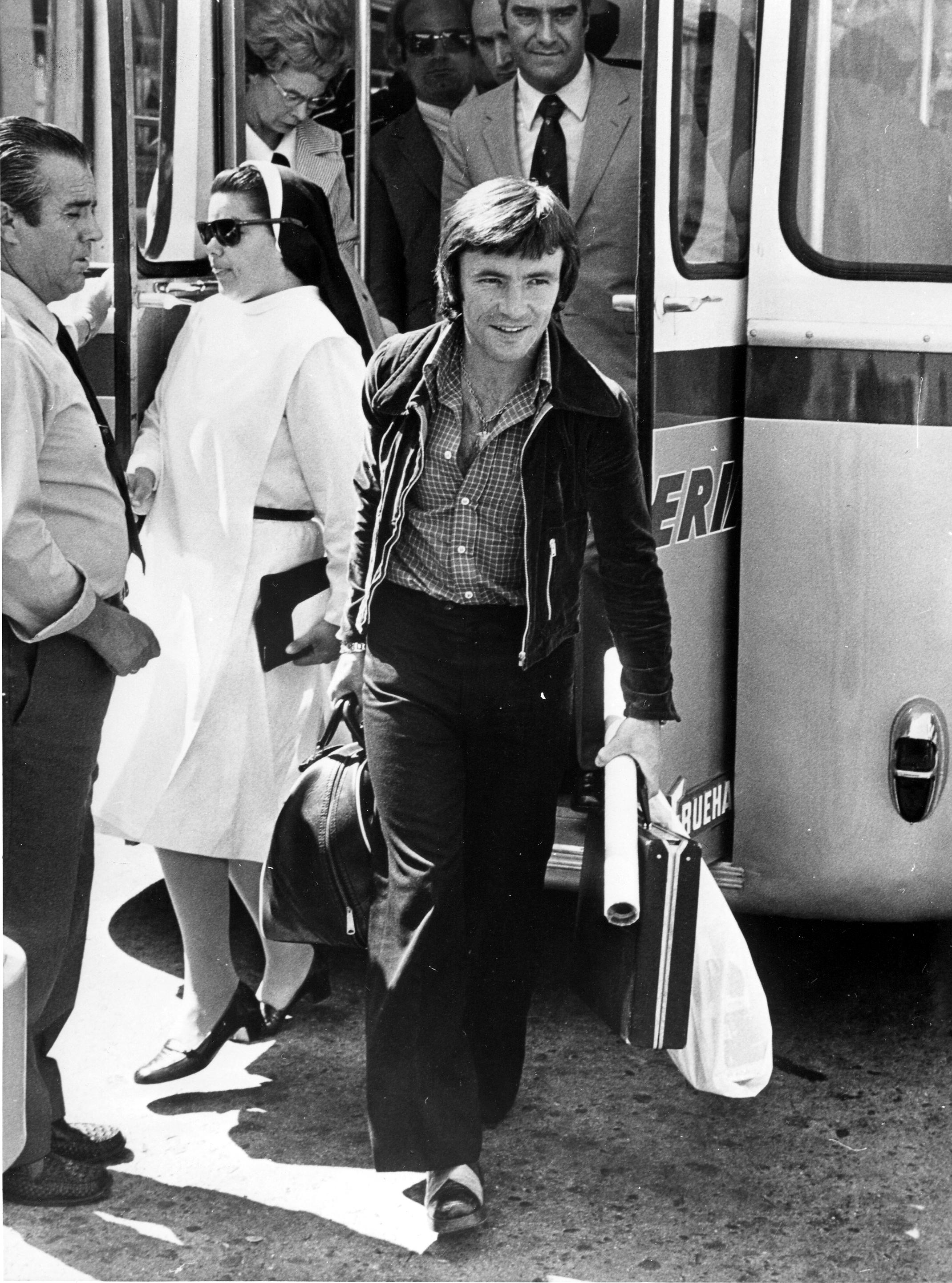
Ángel Nieto en 1972.

En 1969, Ángel Nieto remporte son premier titre mondial lors du championnat du monde 50 cm3.  Le pilote officiel de l'écurie Kreidler, le Néerlandais  totalise un nombre de points plus important, 93, mais, en raison du règlement - seuls les résultats obtenus dans la moitié des courses plus une sont comptabilisés - il est devancé d'un point, 76 contre 75, par Nieto.
Ángel Nieto commence la saison suivante par quatre victoires lors des quatre premiers Grands Prix de la saison. Sur la suite de la saison, il remporte une nouvelle victoire et obtient une seconde place, ce qui lui fait un total de 87 points admissibles sur 90 possibles. Il remporte son second titre de champion du monde 50 cm3. En parallèle, il dispute le championnat 125 cm3 où il remporte quatre courses et obtient une seconde place. Il termine au second rang du championnat derrière Dieter Braun.

#### Premier titre 125
Lors de la saison 1971, le pilote officiel de Kreidler Jan de Vries réussit le maximum de points possibles, 75. Il devance Nieto qui remporte trois Grands Prix et obtient deux secondes places. Lors des Grands Prix 125, Nieto remporte la première course. Il remporte quatre autres victoires et termine une fois second ce qui lui permet de devancer Barry Sheene.

#### Moisson de titres et changements de constructeurs
Après les huit courses composant le championnat du monde 50 cm3 de 1972, Nieto et Jan de Vries sont à égalité parfaite : tous deux comptent trois victoires et deux secondes places comptabilisées. Ils sont également à égalité au nombre total de points. Le titre est alors déterminé au temps parcouru : Nieto, avec 2 h 27 min 26 s 29 contre 2 h 27 min 47 s 61 pour De Vries, remporte son troisième titre de la discipline. Lors du championnat de la catégorie 125 cm3, Nieto remporte cinq victoires et termine deux autres fois sur le podium, avec une deuxième et une troisième place. Avec 97 points, qui sont tous comptabilisés, il devance Kent Andersson, pilote Yamaha, qui totalise 103 points mais doit en abandonner 16 en raison du règlement.
Derbi ayant décidé de se retirer de la compétition, Nieto dispute la saison suivante chez Morbidelli, un constructeur italien. Il dispute le championnat 125 cm3 mais il ne parvient pas à remporter la moindre victoire. Il obtient trois seconde places et termine septième du championnat remporté par Kent Andersson.
Derbi revenu à la compétition, Nieto retrouve ce constructeur la saison suivante où il remporte deux victoires mais termine troisième du championnat toujours dominé par Kent Andersson. Il change de nouveau de constructeur pour le  championnat du monde 1975 : il rejoint le constructeur allemand Kreidler avec lequel il dispute le championnat 50 cm3. Sa plus mauvaise place est une seconde place, en Allemagne et en Suède. Il remporte au total six Grands Prix durant cette saison.

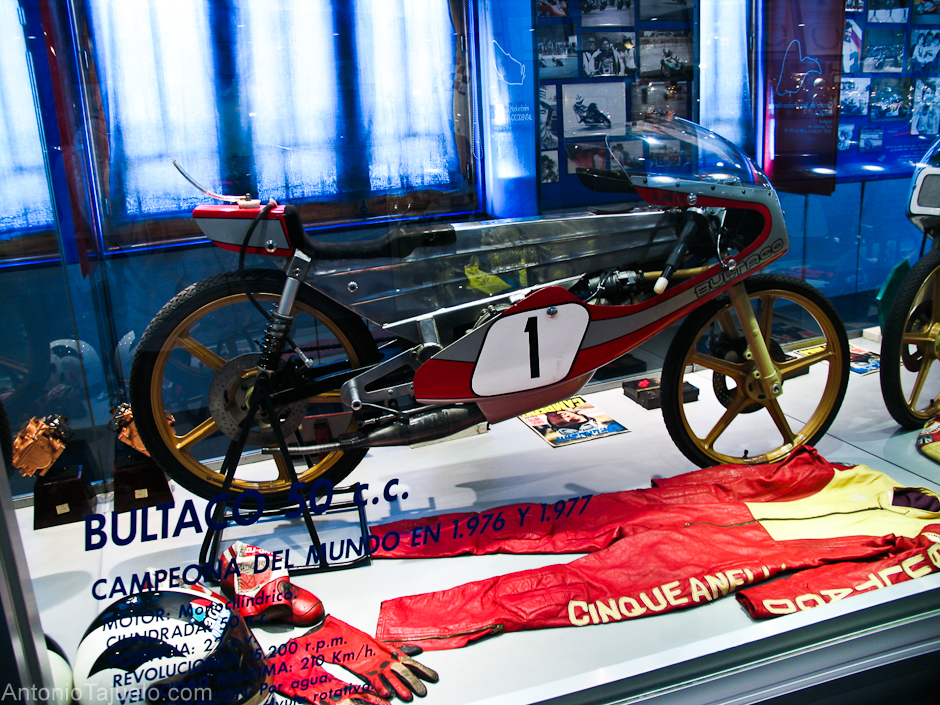
Bultaco TSS 50 cm GP, championne du monde 1976 et 1977.

Après un nouveau changement de constructeur, Bultaco, Nieto remporte deux nouveaux titres de champion du monde en 50 cm3, en 1976 et 1977, remportant respectivement cinq puis trois victoires. C'est son dernier titre en 50 cm3.
Dans le même temps, il termine second en 125 cm3, derrière Pierpaolo Bianchi et troisième l'année suivante, championnat toujours dominé par Bianchi.

#### Titres 125
L'année suivante (1978), alors qu'il est en désaccord avec son écurie avec laquelle il décide ne plus courir, il est recruté par Minarelli pour aider Pierpaolo Bianchi à remporter le titre 125 cm3 face à Eugenio Lazzarini. Lors de ses deux premières courses, il remplit son contrat en terminant deuxième derrière Bianchi, puis une fois que celui-ci ait abandonné toute chance de titre, il joue sa carte personnelle et remporte les quatre derniers Grands Prix terminant finalement second du championnat. Il continue sa série de victoires la saison suivante en remportant les sept premières courses du championnat 1979. Une chute l'empêche de disputer les trois Grands Prix suivants, ce qui met un terme à son ambition de remporter l'ensemble des manches du championnat. Lors de son retour, il remporte le Grand Prix de Grande-Bretagne. Avec 120 points, il remporte son neuvième titre mondial, le troisième en 125.
La saison suivante (1980), il termine au troisième rang du championnat, derrière Pierpaolo Bianchi et Guy Bertin, bien qu'il soit le pilote remportant le plus de victoires dans la catégorie avec quatre. Lors du l'année 1981, Nieto débute par trois victoires. Il remporte ensuite cinq autres victoires durant la saison, terminant avec un total de 140 points et devançant Loris Reggiani pour la conquête du titre 125 cm3. Il concourt également en 250 cm3 avec Siroco-Rotax avec lequel il obtient une cinquième place lors du Grand Prix d'Allemagne. Il remporte en 1982 un nouveau titre de champion du monde 125 cm3, avec Garelli - qui a racheté Minarelli - en remportant six Grands Prix. Il renouvelle cette performance lors du championnat 1983, toujours chez Garelli. En 1984, il remporte son troisième titre consécutif 125 cm3 avec Garelli en devançant Eugenio Lazzarini : il remporte les six premiers Grands Prix d'une saison en comportant huit.

#### Fin de carrière
En 1985, il retrouve son ancienne équipe chez Derbi avec lequel il dispute le championnat 80 cm3. Il ne marque des points que lors du Grand Prix de France qu'il remporte devant Stefan Dörflinger, vainqueur du championnat. L'année suivante (1986), il dispute le championnat du monde dans deux catégories, 80 cm3 avec Derbi et 125 cm3 avec Ducados mais il ne parvient pas à remporter la moindre victoire, terminant respectivement septième et treizième du championnat. C'est sa dernière année de pilote sur le Continental Circus.

### Un palmarès d'exception

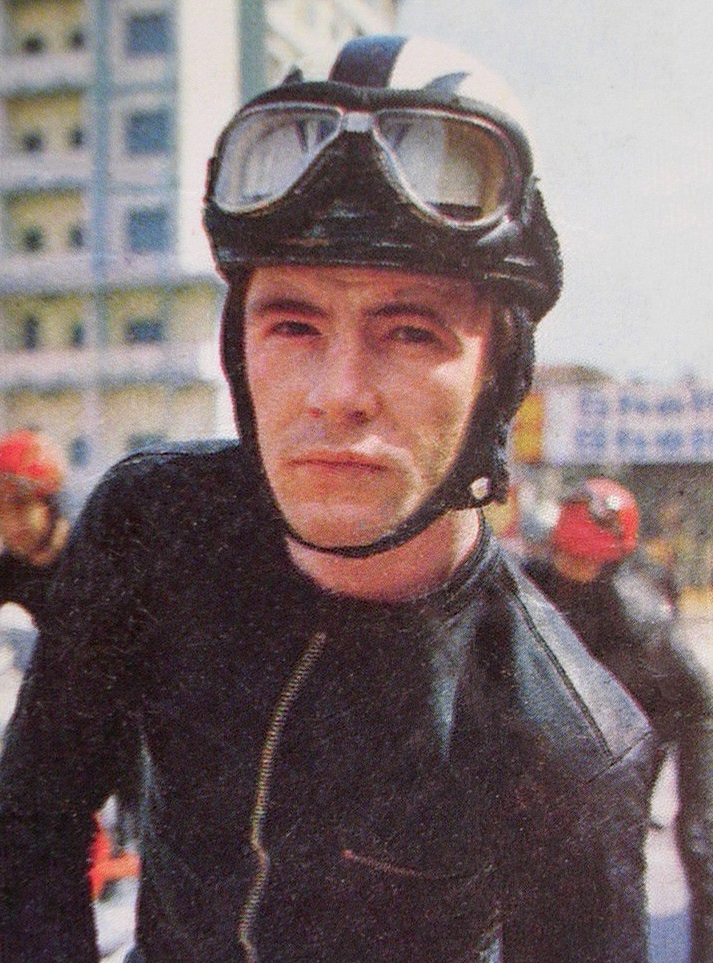
Ángel Nieto en 1970.

À la fin de sa carrière, Ángel Nieto totalise 90 victoires, 62 en 125 cm3, 1 en 80 cm3 et 27 en 50 cm3, le deuxième total derrière Giacomo Agostini. En mai 2008, il est rejoint par Valentino Rossi à la seconde place du nombre de victoires en Grand Prix. Celui-ci le dépasse ensuite lors du Grand Prix suivant. 
Au total, il obtient 139 podiums, 85 en 125 cm3, 2 en 80 cm3 et 52 en 50 cm3, pour un total de 186 courses disputées en championnat du monde.
Malgré le fait qu'il n'ait pas obtenu de titre mondial dans les catégories de grosses cylindrées, il a toutefois obtenu des titres nationaux en 50 cm3, 125 cm3, 250 cm3, 500 cm3 et 750 cm3.

### Reconversion
Après sa carrière sportive, Ángel Nieto reste dans le monde de la moto. Il occupe un temps des responsabilités de directeur d'équipe, en particulier avec Via Digital Team avec lequel il obtient un titre de champion du monde 125 cm3 en 1999 avec le pilote Espagnol Emilio Alzamora.
Il occupe également des fonctions de commentateur de grand prix.

### Mort
Alors qu'Ángel Nieto circulait sur un quad le 26 juillet 2017, il est percuté par une voiture. Des suites de ses blessures, il meurt quelques jours plus tard, le 3 août 2017 à Ibiza. 

## Palmarès
- Champion du monde 50 cm3 en 1969, 1970, 1972, 1975, 1976 et 1977
- Champion du monde 125 cm3 en 1971, 1972, 1979, 1981, 1982, 1983 et 1984
- 90 victoires en Grand Prix (vingt-sept en 50 cm3, une en 80 cm3, soixante-deux en 125 cm3)

## Résultats complets en championnat du monde moto
Système de points entre 1964 et 1969 :
| Position | 1 | 2 | 3 | 4 | 5 | 6 |
| Points   | 8 | 6 | 4 | 3 | 2 | 1 |

Système de points de 1969 et après :
| Position | 1  | 2  | 3  | 4 | 5 | 6 | 7 | 8 | 9 | 10 |
| Points   | 15 | 12 | 10 | 8 | 6 | 5 | 4 | 3 | 2 | 1  |

| Année | Catégorie | Moto         | 1     | 2      | 3     | 4     | 5      | 6      | 7      | 8     | 9      | 10    | 11    | 12      | 13    | 14    | Points | Place | Victoires |
| ----- | --------- | ------------ | ----- | ------ | ----- | ----- | ------ | ------ | ------ | ----- | ------ | ----- | ----- | ------- | ----- | ----- | ------ | ----- | --------- |
| 1964  | 50 cm3    | Derbi        | USA - | ESP 5  | FRA - | IOM - | NED -  | BEL -  | GER -  | FIN - | JPN -  |       |       |         |       |       | 2      | 10e   | 0         |
| 1965  | 50 cm3    | Derbi        | USA - | GER 5  | ESP - | FRA - | IOM -  | NED -  | BEL -  | JPN - |        |       |       |         |       |       | 2      | 12e   | 0         |
| 1966  | 50 cm3    | Derbi        | ESP 5 | GER -  | NED - | IOM - | NAT -  | JPN -  |        |       |        |       |       |         |       |       | 3      | 6e    | 0         |
| 1967  | 50 cm3    | Derbi        | ESP 6 | GER -  | FRA 5 | IOM - | NED 2  | BEL 4  | JPN -  |       |        |       |       |         |       |       | 12     | 4e    | 0         |
| 1968  | 50 cm3    | Derbi        | GER - | ESP 2  | IOM - | NED - | BEL 3  |        |        |       |        |       |       |         |       |       | 10     | 4e    | 0         |
| 1969  | 50 cm3    | Derbi        | ESP 2 | GER -  | FRA 2 | NED - | BEL -  | DDR 1  | CZE 3  | ULS 1 | NAT -  | YUG 2 |       |         |       |       | 76     | 1er   | 2         |
| 1970  | 50 cm3    | Derbi        | GER 1 | FRA 1  | YUG 1 |       | NED 1  | BEL 2  | DDR 3  | CZE - |        | ULS 1 | NAT - | ESP 4   |       |       | 87     | 1er   | 5         |
| 1970  | 125 cm3   | Derbi        | GER - | FRA -  | YUG 2 | IOM - | NED -  | BEL 1  | DDR 1  | CZE - | FIN -  |       | NAT 1 | ESP 1   |       |       | 72     | 2e    | 5         |
| 1971  | 50 cm3    | Derbi        | AUT 2 | GER 3  |       | NED 1 | BEL 3  | DDR 1  | CZE -  | SWE 1 |        | NAT 2 | ESP - |         |       |       | 69     | 2e    | 3         |
| 1971  | 125 cm3   | Derbi        | AUT 1 | GER -  | IOM - | NED 1 | BEL -  | DDR 1  | CZE 1  | SWE - | FIN -  | NAT 2 | ESP 1 |         |       |       | 87     | 1er   | 5         |
| 1972  | 50 cm3    | Derbi        | GER 2 |        |       | NAT 2 |        | YUG 2  | NED 1  | BEL 1 | DDR -  |       | SWE - |         | ESP 1 |       | 69     | 1er   | 3         |
| 1972  | 125 cm3   | Derbi        | GER - | FRA -  | AUT 1 | NAT 1 | IOM -  | YUG -  | NED 1  | BEL 1 | DDR -  | CZE - | SWE 1 | FIN 2   | ESP 3 |       | 97     | 1er   | 5         |
| 1973  | 125 cm3   | Morbidelli   | FRA - | AUT 3  | GER 2 | NAT - | IOM -  | YUG -  | NED -  | BEL 2 | CZE -  | SWE - | FIN - | ESP 2   |       |       | 46     | 7e    | 0         |
| 1974  | 125 cm3   | Derbi        | FRA - | GER -  | AUT 2 | NAT 1 | NED -  | BEL 1  | SWE -  | CZE - | YUG 2  | ESP 5 |       |         |       |       | 60     | 3e    | 2         |
| 1975  | 50 cm3    | Kreidler     | ESP 1 | GER 1  | NAT 1 | NED 1 | BEL 2  | SWE 2  | FIN 1  | YUG 1 |        |       |       |         |       |       | 75     | 1er   | 6         |
| 1976  | 50 cm3    | Bultaco      | FRA - |        | NAT 1 | YUG - | NED 1  | BEL 2  | SWE 1  | FIN - | GER 1  | ESP 1 |       |         |       |       | 85     | 1er   | 5         |
| 1976  | 125 cm3   | Bultaco      |       | AUT 4  | NAT 3 | YUG - | NED 3  | BEL 1  | SWE 2  | FIN - | GER -  | ESP 2 |       |         |       |       | 67     | 2e    | 1         |
| 1977  | 50 cm3    | Bultaco      |       |        | GER 3 | NAT 3 | ESP 1  |        | YUG 1  | NED 1 | BEL 3  | SWE 2 |       |         |       |       | 87     | 1er   | 3         |
| 1977  | 125 cm3   | Bultaco      | VEN 1 | AUT -  | GER 6 | NAT 5 | ESP -  | FRA -  | YUG 2  | NED 1 | BEL 2  | SWE 1 | FIN - | GBR -   |       |       | 80     | 3e    | 3         |
| 1978  | 50 cm3    | Bultaco      |       | ESP -  |       |       | NAT -  | NED -  | BEL -  |       |        |       | GER 2 | CZE -   | YUG - |       | 12     | 11e   | 0         |
| 1978  | 125 cm3   | Bultaco      | VEN - | ESP -  | AUT - | FRA - | NAT 7  | NED -  |        |       |        |       |       |         |       |       | 88     | 2e    | 4         |
| 1978  | 125 cm3   | Minarelli    |       |        |       |       |        |        | BEL 2  | SWE 2 | FIN 1  | GBR 1 | GER 1 |         | YUG 1 |       | 88     | 2e    | 4         |
| 1979  | 125 cm3   | Minarelli    | VEN 1 | AUT 1  | GER 1 | NAT 1 | ESP 1  | YUG 1  | NED 1  | BEL - | SWE -  | FIN - | GBR 1 | CZE -   | FRA - |       | 120    | 1e    | 8         |
| 1980  | 125 cm3   | Minarelli    | NAT 5 | ESP -  | FRA 1 | YUG - | NED 1  | BEL 1  | FIN 1  | GBR - | CZE -  | GER 2 |       |         |       |       | 78     | 3e    | 4         |
| 1981  | 125 cm3   | Minarelli    | ARG 1 | AUT 1  | GER 1 | NAT 4 | FRA 1  | ESP 1  | YUG -  | NED 1 |        | SM 2  | GBR 1 | FIN 1   | SWE - | CZE - | 140    | 1er   | 8         |
| 1981  | 250 cm3   | Siroco-Rotax | ARG - |        | GER 5 | NAT - | FRA -  | ESP -  |        | NED - | BEL -  | RSM - | GBR - | FIN -   | SWE - | CZE - | 6      | 23e   | 0         |
| 1982  | 125 cm3   | Garelli      | ARG 1 | AUT 1  | FRA - | ESP 1 | NAT 1  | NED 1  | BEL 5  | YUG 3 | GBR 1  | SWE 6 | FIN - | CZE -   |       |       | 111    | 1er   | 6         |
| 1983  | 125 cm3   | Garelli      |       | FRA NC | NAT 1 | GER 1 | ESP 1  | AUT] 1 | YUG 11 | NED 1 | BEL 2  | GBR 1 | SWE - | RSM DNF |       |       | 102    | 1er   | 6         |
| 1983  | 250 cm3   | Yamaha       | RSA - | FRA -  | NAT - | GER - | ESP NC | AUT NC | YUG NC | NED - | BEL -  | GBR - | SWE - |         |       |       | 0      | -     | 0         |
| 1984  | 125 cm3   | Garelli      |       | NAT 1  | ESP 1 |       | GER 1  | FRA 1  |        | NED 1 |        | GBR 1 | SWE - | RSM DNF |       |       | 90     | 1er   | 6         |
| 1984  | 250 cm3   | Garelli      | RSA - | NAT NC | ESP - | AUT - | GER -  | FRA -  | YUG -  | NED - | BEL -  | GBR - | SWE - | RSM -   |       |       | 0      | -     | 0         |
| 1985  | 80 cm3    | Derbi        | ESP - | GER -  | NAT - | YUG - | NED NC | FRA 1  | RSM NC |       |        |       |       |         |       |       | 15     | 9e    | 1         |
| 1986  | 80 cm3    | Derbi        | ESP 2 | NAT NC | GER 4 | AUT 8 | YUG 4  | NED 4  |        |       | GBR NC | SWE - | RSM 5 | BWU NC  |       |       | 45     | 7e    | 0         |
| 1986  | 125 cm3   | Ducados      | ESP - | NAT 2  | GER - | AUT - |        | NED 10 | BEL -  | FRA 9 | GBR -  | SWE - | RSM - | BWU -   |       |       | 15     | 13e   | 0         |

Légende : place en gras indique la pole position ; place en italique indique le tour le plus rapide en course